# آردن مدیسون
آردن مدیسون (انگلیسی: Arden Maddison; ۱۲ فوریهٔ ۱۹۰۰ – ۱۹ اوت ۱۹۸۷) بازیکن فوتبال اهل بریتانیا بود.
از باشگاه‌هایی که در آن بازی کرده‌است می‌توان به باشگاه فوتبال استوک سیتی، باشگاه فوتبال منزفیلد تاون، باشگاه فوتبال پرسکوت کابلس، باشگاه فوتبال اولدهام اتلتیک، باشگاه فوتبال گرزلی، باشگاه فوتبال نیم المپیک، و باشگاه فوتبال پورت ویل اشاره کرد.